# .ro
.ro — в Інтернеті, національний домен верхнього рівня (ccTLD) для Румунії.

## Домени 2-го та 3-го рівнів
В цьому національному домені нараховується близько 12,600,000 вебсторінок (станом на січень 2007 року).
У наш час використовуються та приймають реєстрації доменів 3-го рівня такі доменні суфікси (відповідно, існують такі домени 2-го рівня):
| Суфікс   | Регламентовані користувачі                                            |
| .ac.ro   | Наукові та дослідницькі установи, коледжі, університети або інститути |
| .co.ro   | Комерційні установи, корпорації                                       |
| .com.ro  | Комерційні установи, корпорації                                       |
| .edu.ro  | Наукові та дослідницькі установи, коледжі, університети або інститути |
| .gov.ro  | Державні та урядові установи                                          |
| .id.ro   | Родини, приватні особи                                                |
| .info.ro | Вебмайданчики інформаційного змісту                                   |
| .or.ro   | Неприбуткові, неурядові організації                                   |
| .org.ro  | Неприбуткові, неурядові організації                                   |